# ماجستير العلوم في القيادة
ماجستير العلوم في القيادة (MSL) عبارة عن درجة ماجستير في دراسات القيادة يتم توفيرها من خلال كلية الأعمال. وهي تعد حلاً بديلاً، ولكنه لا يحل محل، درجة ماجستير إدارة الأعمال (MBA). ويمكن أن تشتمل متطلبات درجة ماجستير العلوم في القيادة على بعض دورات الأعمال / الإدارة المطلوبة في برنامج ماجستير إدارة الأعمال. ومع ذلك، يركز برنامج الدرجة هذا بشكل كبير على التفاعلات بين القائد والتابعين، والاتصالات بين الثقافات، والتدريب، والتأثير، وتطوير الفريق، وقيادة تغييرات المنظمات، والتفكير الإستراتيجي، وقيادة المشروعات، ونظريات التحفيز السلوكي. وهو لا يركز على التحليل المالي أو الكمي، أو على التسويق أو على المحاسبة كما يشيع في برامج ماجستير إدارة الأعمال. ويستهوي برنامج الدرجة هذا رجال الأعمال في الأعمال الراسخة بشكل فعلي. وتشبه درجة ماجستير العلوم في القيادة درجة ماجستير العلوم في القيادة المؤسسية (MSOL) أو درجة ماجستير علوم القيادة التي يتم توفيرها من خلال كلية القيادة القومية في الهند.